# TryAgain
『TryAgain』（トライアゲイン）は、TrySailの3枚目のオリジナル・アルバム。2019年2月27日にSACRA MUSICから発売された。

## 背景・制作
『TryAgain』は、「跳躍」や「壁を超える」というコンセプトで制作された。前アルバム『TAILWIND』以降は「カッコいい」曲を多く歌っており、当初はアルバムのリード曲は大人っぽい曲が考えられていたが、TrySailの原点に立ち返るような元気な曲にしたいという3人の意向によって、TrySailらしい曲である「TryAgain」に変更された。
アルバムにはシングル楽曲から「WANTED GIRL」「Truth.」「azure」が収録され、これらのカップリング曲も収録されている。またアルバム新規楽曲として、6曲が制作された。

## 音楽性
1曲目「TryAgain」は本アルバムの表題曲で、ミュージック・ビデオが制作された。TrySailは様々なことにTry（挑戦）していくという精神で始まったユニットであることから、その初心を思い出すような楽曲。
2曲目「WANTED GIRL」は7thシングルの表題曲で、テレビアニメ『タイムボカン 逆襲の三悪人』のオープニングテーマとして制作された。
3曲目「Truth.」は8thシングルの表題曲で、テレビアニメ『BEATLESS』のオープニングテーマとして制作された。本曲はGARNiDELiAが楽曲制作を手掛けた。
12曲目「azure」は9thシングルの表題曲で、アニメ『続・終物語』エンディングテーマとして制作された。

## リリース、マーケティング
2019年2月27日にSACRA MUSICから発売された。DVD・フォトブック付完全生産限定盤、Blu-ray付初回生産限定盤、通常盤の3形態で販売され、完全生産限定盤・初回生産限定盤には表題曲「TryAgain」のミュージック・ビデオ及び、ミュージック・ビデオ撮影の際のメイキング映像が収録された。また同日より音楽配信も行われ、moraにてハイレゾ音源の配信も開始された。

## ミュージック・ビデオ
表題曲「TryAgain」のミュージック・ビデオは、「カラー」「挑戦」をテーマに制作された。3人がバンジーランや帽子かけなどに挑戦する様子が映されている。

## ツアー
アルバムを引っさげてのライブ・イベントとして、2019年2月23日から7月14日にかけてTrySailの3回目の全国ツアーとなる『LAWSON presents TrySail Live Tour 2019 “The TrySail Odyssey”』が開催された。本アルバムで新規に制作された新曲は発売に先駆けて千葉県の幕張イベントホールで開催された初日公演で初披露された。セットリストには本アルバムに収録の12曲全てが使用されている。

## 収録内容

### 収録曲
| #         | タイトル                | 作詞       | 作曲       | 編曲      | 時間  |
| --------- | ----------------------- | ---------- | ---------- | --------- | ----- |
| 1.        | 「TryAgain」            | 阿部祐也   | 黒須克彦   | 黒須克彦  | 3:51  |
| 2.        | 「WANTED GIRL」         | ハヤシケイ | ハヤシケイ | 毛蟹      | 4:12  |
| 3.        | 「Truth.」              | MARiA      | toku       | toku      | 4:14  |
| 4.        | 「believe」             | 阿部祐也   | 黒須克彦   | 黒須克彦  | 4:03  |
| 5.        | 「Take a step forward」 | 阿部祐也   | 阿部祐也   | 毛蟹      | 3:43  |
| 6.        | 「未来キュレーション」  | KOUTAPAI   | 野村勇輔   | 野村勇輔  | 4:01  |
| 7.        | 「CODING」              | ハヤシケイ | megane     | 小松一也  | 3:54  |
| 8.        | 「Sunset カンフー」     | megane     | megane     | 小松一也  | 3:27  |
| 9.        | 「散歩道」              | 谷口尚久   | 5u5h1      | 5u5h1     | 4:45  |
| 10.       | 「Make Me Happy?」      | ハヤシケイ | 秋葉広大   | 小松一也  | 4:47  |
| 11.       | 「またね、」            | Junxix.    | Junxix.    | 小松一也  | 5:00  |
| 12.       | 「azure」               | ハヤシケイ | 秋葉広大   | 毛蟹      | 4:26  |
| 合計時間: | 合計時間:               | 合計時間:  | 合計時間:  | 合計時間: | 50:27 |

### 特典映像
| #  | タイトル                                   | 作詞 | 作曲・編曲 |
| -- | ------------------------------------------ | ---- | ---------- |
| 1. | 「TryAgain -MUSIC VIDEO-」                 |      |            |
| 2. | 「The Making of "TryAgain -MUSIC VIDEO-"」 |      |            |